# فرودگاه اجرایی خلیج تامپا
فرودگاه اجرایی خلیج تامپا (به انگلیسی: Tampa Bay Executive Airport) یک فرودگاه خصوصی بهره‌برداری هوایی است که یک باند فرود آسفالت دارد و طول باند آن ۱۵۲۴ متر است. این فرودگاه در کشور ایالات متحده آمریکا قرار دارد و در ارتفاع ۱۲٫۵ متری از سطح دریا واقع شده است.